# 安富元綱
安富 元綱（やすとみ もとつな）は、室町時代後期の武将。細川氏本家・京兆家の重臣として東讃守護代を世襲していた安富氏の一族、もしくは惣領。細川京兆家の家宰・執事。

## 生涯
元綱は細川勝元に仕え、家宰として京都で勝元に近侍していた。
応仁元年（1467年）に応仁の乱が起こると、元綱は香川氏と共に讃岐の軍勢を指揮し、京都を転戦。また、安富氏は山城国西岡の野田氏らも被官化していたようで、元綱は彼らも率いて軍事行動をしていたことが諸史料に見える。
戦局が西軍有利となる中、10月3日、西軍は東軍の本陣であった相国寺を一気に攻撃した（相国寺の戦い）。元綱は3000騎を率いて相国寺を守ったが、一部の僧侶が西軍に内応して相国寺内部から火を放ったことから東軍側は動揺し総崩れとなった。元綱は敵の猛攻撃を押し返し奮戦したものの、激戦の末、弟の盛継と共に壮絶な戦死を遂げた。相国寺の戦いは応仁の乱でも激戦の一つであり、その一部始終は「応仁記」に詳しい。
元綱は殊の外勝元の信頼が厚かったようで、元綱の戦死は勝元を大いに落胆させたという。また、東軍側の諸将もその死を嘆いたという。

## その他
- 山梨県都留郡に元綱の子孫を称する安富家が存続している。その家系図には「安富民部丞源元綱」と記されている。
- 元綱自身は応仁の乱で戦死したが、近世に作成された「南海通記」などの史料には16世紀以降においても讃岐での元綱の活動が記されている。これは応仁の乱のために知名度の高かった元綱を、他の安富氏の一族と混同したものと思われる。